# Processus de naissance et de mort
Les processus de naissance et de mort sont des cas particuliers de processus de Markov en temps continu où les transitions d'état sont de deux types seulement : les «naissances» où l'état passe de n à n+1 et les morts où l'état passe de n à n-1.
Ces processus ont de nombreuses applications en dynamique des populations et dans la théorie des files d'attente. Le processus est spécifié par les taux de naissance {\displaystyle (\lambda _{n})_{n=0\ldots \infty }} et les taux de mortalité {\displaystyle (\mu _{n})_{n=0\ldots \infty }}.

## Conditions de récurrence et de fugacité
Les conditions de la récurrence et de la fugacité ont été établies par Samuel Karlin and James McGregor.
Un processus de naissance et de mort est récurrent si et seulement si
{\displaystyle \sum _{i=1}^{\infty }\prod _{n=1}^{i}{\frac {\mu _{n}}{\lambda _{n}}}=\infty .}
Un processus de naissance et de mort est ergodique si et seulement si
{\displaystyle \sum _{i=1}^{\infty }\prod _{n=1}^{i}{\frac {\mu _{n}}{\lambda _{n}}}=\infty \quad {\text{et}}\quad \sum _{i=1}^{\infty }\prod _{n=1}^{i}{\frac {\lambda _{n-1}}{\mu _{n}}}<\infty .}
Un processus de naissance et de mort est null-récurrent si et seulement si
{\displaystyle \sum _{i=1}^{\infty }\prod _{n=1}^{i}{\frac {\mu _{n}}{\lambda _{n}}}=\infty \quad {\text{et}}\quad \sum _{i=1}^{\infty }\prod _{n=1}^{i}{\frac {\lambda _{n-1}}{\mu _{n}}}=\infty .}
Les conditions de récurrence, de fugacité, d’ergodicité et de récurrence nulle peuvent être dérivées sous une forme plus explicite.
Pour les entiers {\displaystyle K\geq 1}, laisser {\displaystyle \ln _{(K)}(x)} désignent le {\displaystyle K}ème itération du logarithme népérien, c’est-à-dire {\displaystyle \ln _{(1)}(x)=\ln(x)}, et pour tout {\displaystyle 2\leq k\leq K}, {\displaystyle \ln _{(k)}(x)=\ln _{(k-1)}(\ln(x))}.
Ensuite, les conditions de récurrence et de fugacité d’un processus de naissance et de mort sont les suivants.
Le processus de naissance et de mort est transitoire s’il existe {\displaystyle c>1}, {\displaystyle K\geq 1} et {\displaystyle n_{0}}, de telle sorte que, pour tous
{\displaystyle n>n_{0}},
{\displaystyle {\frac {\lambda _{n}}{\mu _{n}}}\geq 1+{\frac {1}{n}}+{\frac {1}{n}}\sum _{k=1}^{K-1}{\frac {1}{\prod _{j=1}^{k}\ln _{(j)}(n)}}+{\frac {c}{n\prod _{j=1}^{K}\ln _{(j)}(n)}},}
où la somme vide de {\displaystyle K=1} est supposé être égal à 0.
Le processus de naissance et de mort est récurrent s’il existe {\displaystyle K\geq 1} et {\displaystyle n_{0}}, de telle sorte que, pour tous
{\displaystyle n>n_{0}},
{\displaystyle {\frac {\lambda _{n}}{\mu _{n}}}\leq 1+{\frac {1}{n}}+{\frac {1}{n}}\sum _{k=1}^{K}{\frac {1}{\prod _{j=1}^{k}\ln _{(j)}(n)}}.}
Des classes plus larges de processus de naissance et de mort, pour lesquels les conditions de récurrence et de fugacité peuvent être établies, peuvent être trouvées dans 

## Application
Considérez la marche aléatoire unidimensionnelle {\displaystyle S_{t}}, {\displaystyle t=0,1,\ldots }, qui se définit comme suit. Laisser {\displaystyle S_{0}=1} et {\displaystyle S_{t}=S_{t-1}+e_{t}}, {\displaystyle t\geq 1}, où {\displaystyle e_{t}} prend des valeurs {\displaystyle \pm 1}, et la distribution des {\displaystyle S_{t}} est défini par les conditions suivantes:
{\displaystyle {\mathsf {P}}\{S_{t+1}=S_{t}+1|S_{t}>0\}={\frac {1}{2}}+{\frac {\alpha _{S_{t}}}{S_{t}}},\quad {\mathsf {P}}\{S_{t+1}=S_{t}-1|S_{t}>0\}={\frac {1}{2}}-{\frac {\alpha _{S_{t}}}{S_{t}}},\quad {\mathsf {P}}\{S_{t+1}=1|S_{t}=0\}=1,}
où {\displaystyle \alpha _{n}} satisfont à la condition {\displaystyle 0<\alpha _{n}<\min\{C,n/2\}}, {\displaystyle C>0}.
La marche aléatoire décrite ici est un analogue temporel discret du processus de naissance et de mort (voir chaîne de Markov) avec les taux de natalité
{\displaystyle {\frac {1}{2}}+{\frac {\alpha _{n}}{2}},}
et taux de mortalité
{\displaystyle {\frac {1}{2}}-{\frac {\alpha _{n}}{2}}.}
Ainsi, la récurrence ou la fugacité de la marche aléatoire est associée à la récurrence ou à la fugacité du processus de naissance et de mort.
La marche aléatoire est transitoire s’il y en a {\displaystyle c>1}, {\displaystyle K\geq 1} et {\displaystyle n_{0}} de telle sorte que pour tous les {\displaystyle n>n_{0}}
{\displaystyle \alpha _{n}\geq {\frac {1}{4}}\left(1+\sum _{k=1}^{K-1}\prod _{j=1}^{k}{\frac {1}{\ln _{(j)}(n)}}+c\prod _{j=1}^{K}{\frac {1}{\ln _{(j)}(n)}}\right),}
où la somme vide de {\displaystyle K=1} est supposé être nul.
La marche aléatoire est récurrente s’il existe {\displaystyle K\geq 1} et {\displaystyle n_{0}} de telle sorte que pour tous les {\displaystyle n>n_{0}}
{\displaystyle \alpha _{n}\leq \left(1+\sum _{k=1}^{K}\prod _{j=1}^{k}{\frac {1}{\ln _{(j)}(n)}}\right).}

## Le générateur
On suppose que {\displaystyle \mu _{0}=0}. Si {\displaystyle \pi _{n}(t)} est la probabilité de trouver le système dans l'état {\displaystyle n} (avec {\displaystyle n=0,1,2,...}) à l'instant {\displaystyle t}, alors 
{\displaystyle {\frac {d\pi _{n}(t)}{dt}}=\lambda _{n-1}\pi _{n-1}(t)-(\lambda _{n}+\mu _{n})\pi _{n}(t)+\mu _{n+1}\pi _{n+1}(t).}
Autrement dit, 
{\displaystyle {\frac {d\pi }{dt}}=\pi (t)A,}
où {\displaystyle A} est le générateur défini par 
{\displaystyle A={\begin{pmatrix}-\lambda _{0}&\lambda _{0}&0&...&\\\mu _{1}&-\lambda _{1}-\mu _{1}&\lambda _{1}&0&...\\0&\mu _{2}&-\lambda _{2}-\mu _{2}&\lambda _{2}\\\vdots &\ddots &\ddots &\ddots \\\end{pmatrix}}.}
Si plus généralement on note {\displaystyle P_{i,j}(t)} la probabilité d'être dans l'état {\displaystyle j} à l'instant {\displaystyle t} sachant que le système était dans l'état {\displaystyle i} à l'instant {\displaystyle t=0}, alors
{\displaystyle {\frac {dP}{dt}}=AP(t)=P(t)A} 
et {\displaystyle P(0)=I} (la matrice identité).

## Exemples
Le processus de Yule correspond à {\displaystyle \mu _{n}=0} et {\displaystyle \lambda _{n}=n\lambda }.
Le processus linéaire de naissance et de mort correspond à {\displaystyle \mu _{n}=n\mu } et {\displaystyle \lambda _{n}=n\lambda }.
La file M/M/1  correspond à {\displaystyle \mu _{n}=\mu } pour {\displaystyle n\geq 1} et {\displaystyle \lambda _{n}=\lambda } pour {\displaystyle n\geq 0}.

## Propriétés
Supposons que {\displaystyle \lambda _{n}>0} pour tout {\displaystyle n>0}. Le processus de naissance et de mort a une durée de vie infinie si et seulement si
{\displaystyle \sum _{n>0}\left({\frac {1}{\lambda _{n}}}+{\frac {\mu _{n}}{\lambda _{n}\lambda _{n-1}}}+\cdots +{\frac {\mu _{n}\cdots \mu _{2}}{\lambda _{n}\cdots \lambda _{2}\lambda _{1}}}\right)}
est infini.
Par exemple, le processus de Yule a une durée de vie infinie car la série harmonique {\displaystyle \sum 1/n} diverge.

## Formule de Karlin et McGregor
On définit une suite de polynômes {\displaystyle Q_{k}(x)} telle que {\displaystyle Q_{0}(x)=1} et {\displaystyle -xQ=AQ}. Autrement dit,
{\displaystyle -xQ_{0}(x)=-\lambda _{0}Q_{0}(x)+\lambda _{0}Q_{1}(x)}
et 
{\displaystyle -xQ_{k}(x)=\mu _{k}Q_{k-1}(x)-(\lambda _{k}+\mu _{k})Q_{k}(x)+\lambda _{k}Q_{k+1}(x)}
pour tout {\displaystyle k\geq 1}. Ces polynômes sont orthogonaux par rapport à une mesure de probabilité {\displaystyle \psi } sur l'intervalle {\displaystyle [0,+\infty [} et
{\displaystyle P_{i,j}(t)={\frac {\int _{0}^{\infty }e^{-xt}Q_{i}(x)Q_{j}(x)\,d\psi (x)}{\int _{0}^{\infty }Q_{j}(x)^{2}d\psi (x)}}.}
Cette formule est due à Karlin et McGregor.

### Exemples
- Si {\displaystyle \lambda _{n}=\lambda } et {\displaystyle \mu _{n}=n\mu } pour tout {\displaystyle n\geq 0} (file d'attente M/M/{\displaystyle \infty }), alors {\displaystyle Q_{i}(x)=C_{i}(x/\mu ;\lambda /\mu ),} où les {\displaystyle C_{i}} sont les polynômes de Charlier. Les polynômes {\displaystyle Q_{i}(x)} sont orthogonaux par rapport à la distribution de Poisson qui attribue le poids {\displaystyle e^{-\lambda /\mu }{\frac {(\lambda /\mu )^{n}}{n!}}} sur les entiers {\displaystyle n=0,\mu ,2\mu ,...}

- Si {\displaystyle \lambda _{n}=(n+\beta )\lambda } et {\displaystyle \mu _{n}=n\mu } avec {\displaystyle \beta >0,\lambda >0,\mu >0}, alors il faut distinguer trois cas.

1er cas : Si {\displaystyle \lambda <\mu }, alors
{\displaystyle Q_{i}(x)=M_{i}\left({\frac {x}{\mu -\lambda }};\beta ,{\frac {\lambda }{\mu }}\right),}
où les {\displaystyle M_{i}} sont les polynômes de Meixner. Ainsi, les polynômes {\displaystyle Q_{i}(x)} sont orthogonaux par rapport à la distribution de probabilités qui attribue le poids 
{\displaystyle w_{n}=(1-\lambda /\mu )^{\beta }{\frac {\beta (\beta +1)\cdots (\beta +n-1)}{n!}}(\lambda /\mu )^{n}}
aux points {\displaystyle (\mu -\lambda )n} pour {\displaystyle n=0,1,2,...}
2e cas : Si {\displaystyle \lambda >\mu }, alors
{\displaystyle Q_{i}(x)=M_{i}\left({\frac {x}{\lambda -\mu }}-\beta ;\beta ,{\frac {\mu }{\lambda }}\right).}
Les polynômes {\displaystyle Q_{i}(x)} sont orthogonaux par rapport à la distribution de probabilités qui attribue le poids 
{\displaystyle w_{n}=(1-\mu /\lambda )^{\beta }{\frac {\beta (\beta +1)\cdots (\beta +n-1)}{n!}}(\mu /\lambda )^{n}}
aux points {\displaystyle (\lambda -\mu )(n+\beta )} pour {\displaystyle n=0,1,2,...}
3e cas : Si {\displaystyle \lambda =\mu }, alors
{\displaystyle Q_{i}(x)={\frac {i!}{\beta (\beta +1)\cdots (\beta +i-1)}}L_{i}^{(\beta -1)}(x/\lambda ),}
où les {\displaystyle L_{i}^{(\beta -1)}} sont des polynômes de Laguerre généralisés. Les polynômes {\displaystyle Q_{i}(x)} sont orthogonaux par rapport à la distribution de probabilités sur {\displaystyle [0,+\infty [} de densité donnée par la distribution Gamma {\displaystyle \Gamma (\beta ,\lambda )} :   
{\displaystyle f(x)={\frac {1}{\lambda ^{\beta }\Gamma (\beta )}}x^{\beta -1}e^{-x/\lambda }.}

## Processus absorbants
Lorsque {\displaystyle \lambda _{0}=0}, l'état 0 est absorbant. Ce cas intervient souvent en dynamique des populations et correspond à l'extinction de la population. Notons {\displaystyle u_{n}} la probabilité que le système soit absorbé en 0 au bout d'un temps fini, si l'on part de l'état {\displaystyle n>0}. Posons
{\displaystyle U=\sum _{n=1}^{\infty }{\frac {\mu _{1}\ldots \mu _{n}}{\lambda _{1}\ldots \lambda _{n}}}.}
Si {\displaystyle U=+\infty }, alors {\displaystyle u_{n}=1} pour tout {\displaystyle n>0}.
Si {\displaystyle U<+\infty }, alors
{\displaystyle u_{n}={\frac {1}{1+U}}\sum _{k=n}^{\infty }{\frac {\mu _{1}\ldots \mu _{k}}{\lambda _{1}\ldots \lambda _{k}}}.}
Par exemple, pour le processus linéaire de naissance et de mort, on voit que {\displaystyle U=\sum _{n=1}^{\infty }\left({\frac {\mu }{\lambda }}\right)^{n}}. L'extinction est certaine lorsque {\displaystyle \mu \geq \lambda }.
Supposons {\displaystyle U<+\infty }. Notons {\displaystyle T_{n}} l'espérance du temps d'extinction lorsque le système part de l'état {\displaystyle n}. Alors
{\displaystyle T_{1}={\frac {1}{\mu _{1}}}+{\frac {\lambda _{1}}{\mu _{1}\mu _{2}}}+\cdots +{\frac {\lambda _{1}\ldots \lambda _{k-1}}{\mu _{1}\ldots \mu _{k}}}+\cdots }
et
{\displaystyle T_{n}=\sum _{k=1}^{n-1}\sum _{i=k+1}^{\infty }{\frac {\lambda _{k+1}\ldots \lambda _{i-1}}{\mu _{k+1}\ldots \mu _{i}}}}
pour {\displaystyle n\geq 2}.
Par exemple, pour le processus linéaire de naissance et de mort avec {\displaystyle \mu >\lambda }, on trouve que
{\displaystyle T_{n}={\frac {1}{\lambda }}\sum _{i\geq 1}\left({\frac {\lambda }{\mu }}\right)^{i}\sum _{k=1}^{n-1}{\frac {1}{k+i}}.}
Lorsque {\displaystyle n\to +\infty }, on a {\displaystyle T_{n}\sim (\log n)/(\mu -\lambda ).}

## Méthode des fonctions génératrices
Lorsque les taux de naissance et de mort sont des polynômes en {\displaystyle n}, on peut faire le lien avec certaines équations aux dérivées partielles. Ainsi, pour le processus linéaire de naissance et de mort, posons 
{\displaystyle g(t,x)=\sum _{n=0}^{\infty }\pi _{n}(t)x^{n}.}
On montre que
{\displaystyle {\frac {\partial g}{\partial t}}=(\lambda x-\mu )(x-1){\frac {\partial g}{\partial x}}.}
En utilisant la méthode des caractéristiques, on en déduit que 
{\displaystyle g(t,x)=\left({\frac {(\lambda x-\mu )-\mu (x-1)e^{(\lambda -\mu )t}}{(\lambda x-\mu )-\lambda (x-1)e^{(\lambda -\mu )t}}}\right)^{n_{0}}}
si l'on part de l'état {\displaystyle n_{0}} à {\displaystyle t=0}. On en déduit que l'espérance {\displaystyle E(t)} de la population au temps {\displaystyle t} est
{\displaystyle E(t)={\frac {\partial g}{\partial x}}(t,1)=n_{0}e^{(\lambda -\mu )t}.}
On en déduit aussi la probabilité {\displaystyle \pi _{0}(t)} d'extinction au temps {\displaystyle t} : 
{\displaystyle \pi _{0}(t)=g(t,0)=\left({\frac {\mu e^{(\lambda -\mu )t}-\mu }{\lambda e^{(\lambda -\mu )t}-\mu }}\right)^{n_{0}}}
si {\displaystyle \lambda \neq \mu }. En particulier, si {\displaystyle \lambda >\mu }, on a {\displaystyle \pi _{0}(t)\to (\mu /\lambda )^{n_{0}}} quand {\displaystyle t\to +\infty }.

## Quasi-processus de naissance et de mort
Les quasi-processus de naissance et de mort sont les processus de Markov en temps continu sur un espace d'états discret dont le générateur est tridiagonal par blocs :
{\displaystyle A={\begin{pmatrix}Q_{0,0}&Q_{0,1}&0&\ldots &\\Q_{1,0}&Q_{1,1}&Q_{1,2}&0&\\0&Q_{2,1}&Q_{2,2}&Q_{2,3}&\\\vdots &0&\ddots &\ddots &\ddots \end{pmatrix}}.}